# Cornelis Veth

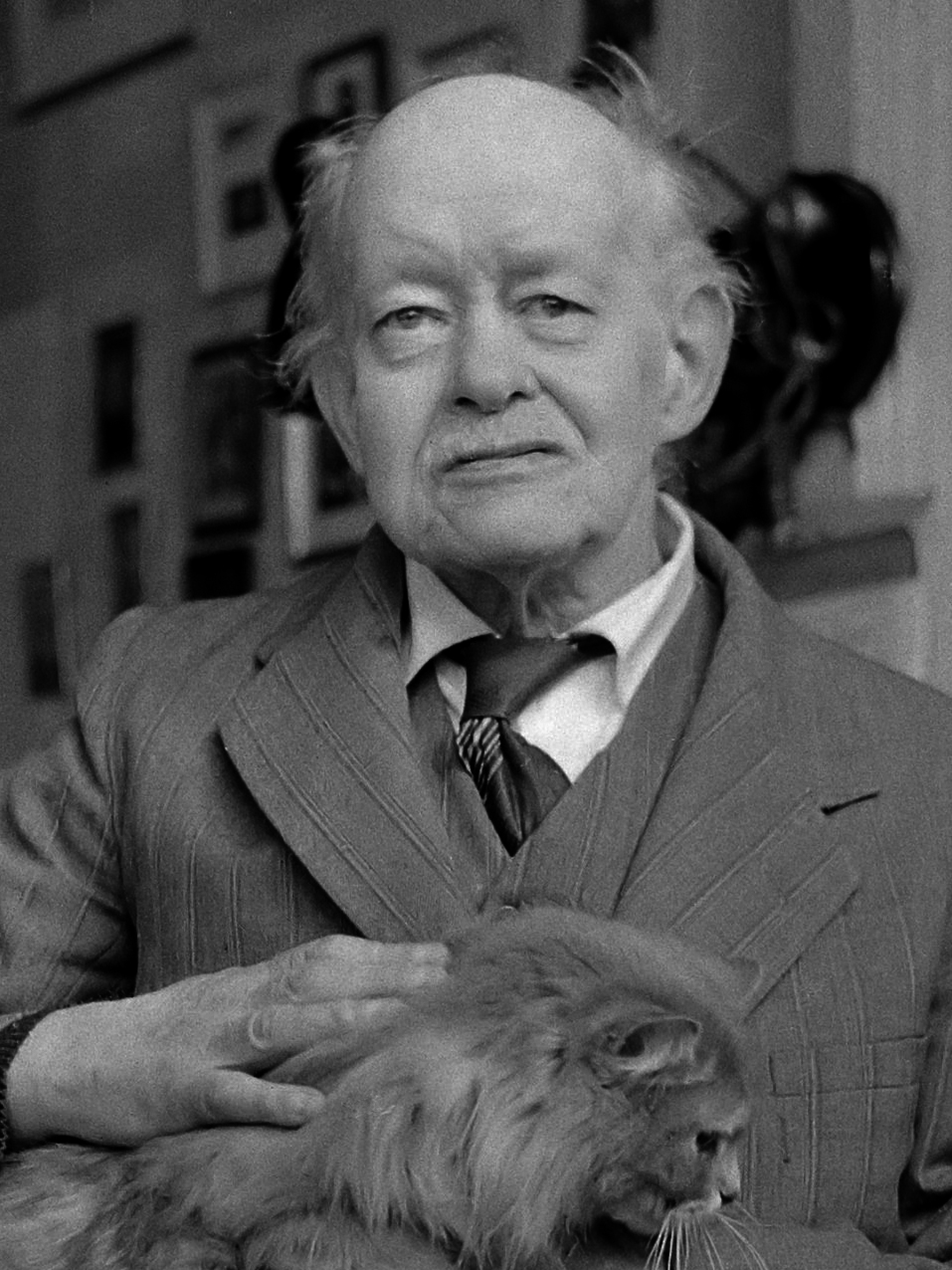
Cornelis Veth (1960)

(Anne) Cornelis Veth (Dordrecht, 3 maart 1880 - Den Haag, 5 maart 1962) was een Nederlands illustrator, cartoonist, journalist en schrijver.
Veth kreeg een grafische opleiding bij zijn oom Jan Veth. Hij publiceerde over prentkunst en karikatuur, onder andere in De politieke prent in Nederland. Ook schreef hij humoristische teksten, onder andere in Prikkelidyllen. Voor de uitgeverijen Brusse in Rotterdam, C.A.J. van Dishoeck, De Spieghel en Elsevier ontwierp Veth omslagen en boekbanden.
Veth was criticus voor toneel en beeldende kunst in De Telegraaf en in De Socialistische Gids.